# Simone Niggli
Simone Niggli, född Luder, ofta omnämnd som Niggli-Luder, född 9 januari 1978 i Burgdorf, är en schweizisk orienterare som har tillhört den yppersta världseliten i sin idrott. Hon har tävlat för Ulricehamns OK, från 2011 för OK Tisaren och under senare år för OL Norska. Utanför Norden representerar hon sin schweiziska förening OL Verein Hindelbank.
Den 29 september 2013 meddelade Niggli att hon avslutar sin elitkarriär och att världscuptävlingarna på hemmaplan i Schweiz den 5–6 oktober blir hennes sista på elitnivå. Så dags hade hon sedan sitt första internationella mästerskap 2000 vunnit 23 VM-guld och 10 EM-guld. Under karriären har hon nio gånger vunnit världscupen.
Simone Niggli har studerat biologi och är sedan 2003 gift med Matthias Niggli.

## Sportsliga meriter
- Rankad som nummer 1 i världen
- 23 VM-guld
- 1 junior-VM-guld
- 2 student-VM-guld
- 10 EM-guld
- 9 totalsegrar i Världscupen
- 2 segrar i World Games
- 1 totalseger i ParkWorldTour
- 3 gånger nordisk mästare
- 14 gånger schweizisk mästare[6]
- 9 gånger svensk mästare[7]
- 1 gång finsk mästare
- 4 totalsegrar i Elitserien i orientering
- 4 totalsegrar i O-Ringen
- 5 segrar i Credit-Suisse Cup
- Årets idrottskvinna i Schweiz 2003, 2005 och 2007